# Titian Resak
Titian Resak is een bestuurslaag in het regentschap Indragiri Hulu van de provincie Riau, Indonesië. Titian Resak telt 5287 inwoners (volkstelling 2010).